# Tubajon
Tubajon est une localité de la province des Îles Dinagat, aux Philippines. En 2015, elle compte 8 276 habitants.